# Chapare
Chapare é uma província da Bolívia localizada no norte do departamento de Cochabamba, sua capital é a cidade de Sacaba. Está situada 11 km a leste de Cochabamba. A maioria de território é compreendido por florestas tropicais em vales que rodeiam a principal fonte de água da área, o Rio Chapare, que também é um afluente do Rio Amazonas. A principal cidade é Villa Tunari, uma popular destinação turística.
Em décadas recentes, o Chapare se tornou um esconderijo para o cultivo ilegal da planta de coca, que pode ser usada para a produção de cocaína. Isso é devido à legislação sobre drogas da Bolívia, que limitou o cultivo legal de coca à a região de Yungas, apesar de o Chapare ser uma área história para o cultivo graças à sua fertilidade. Por essa razão, o Chapare foi o alvo primário para a erradicação da coca em anos recentes, com frequentes desentendimentos entre a Drug Enforcement Agency (Agência de Combate às Drogas dos EUA) e os cocaleros bolivianos. A lei desde então foi mudada por um acordo que foi acertado entre Evo Morales (líder cocalero e atual presidente) e o ex-presidente Carlos Mesa, que permite à região cultivar um montante limitado de coca anualmente.